# トラキア属州

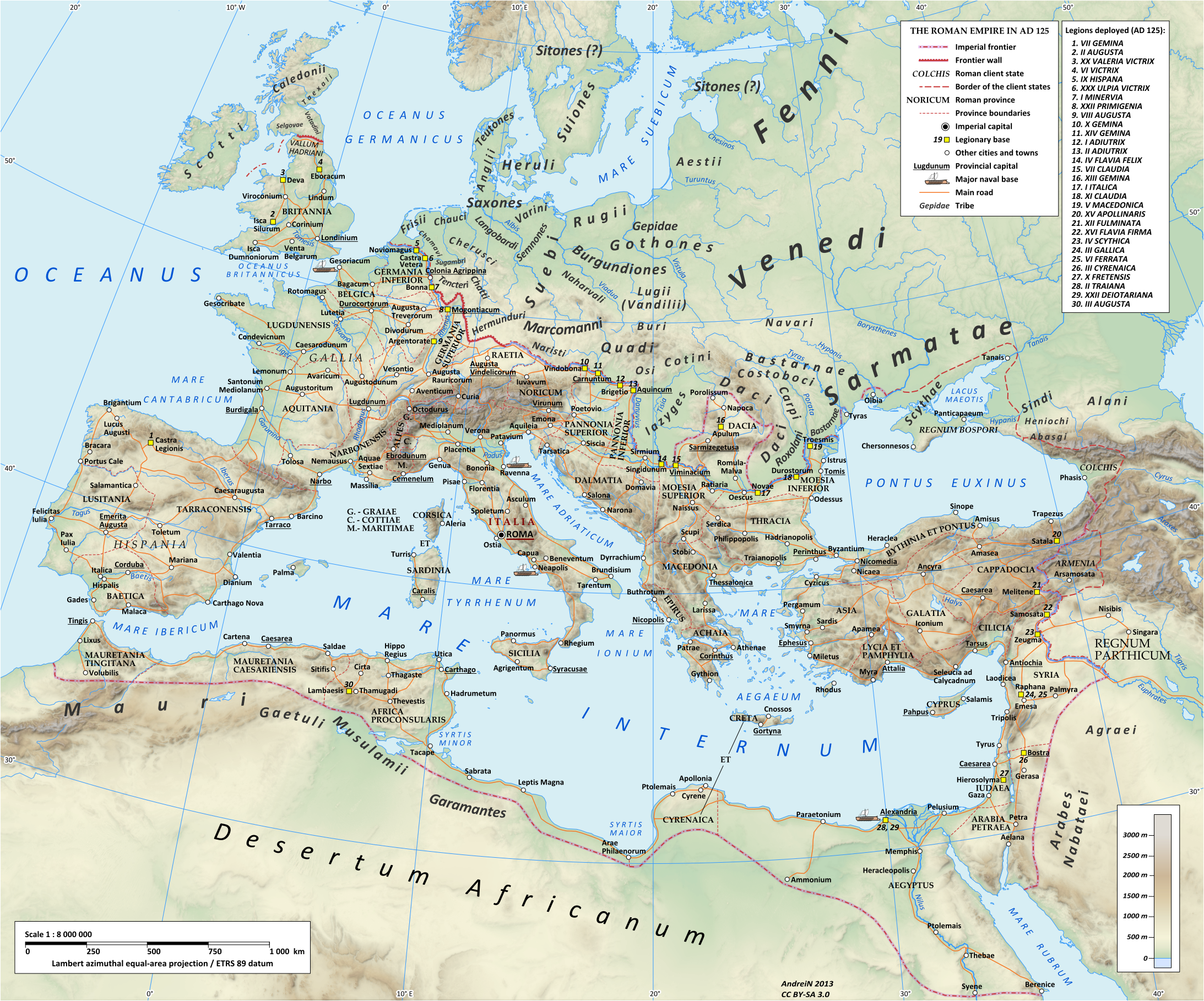
ハドリアヌス帝時代のローマ帝国、トラキア属州はヨーロッパの南東部に位置する。

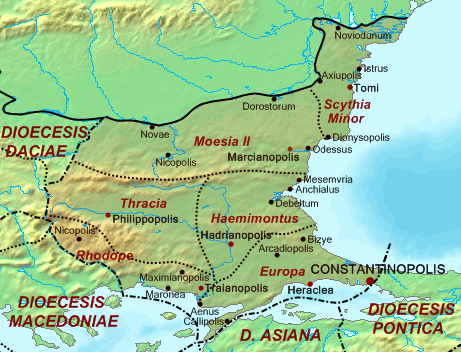
帝政後期のトラキア管区の領域（管区）

トラキア属州（トラキアぞくしゅう、ギリシア語: Θρᾴκη）は46年にローマ皇帝クラウディウスの命で属国のオドリュサイ王国を併合して設立されたローマ帝国の属州である。

## 元首政下
黒海沿岸地域でギリシアの都市国家群が自治権を持つ同盟都市（キウィタス）としてローマ帝国の支配下となっていく中、トラキアのオドリュサイ王国は紀元前20年にローマ帝国の属国となった。トラキア王Rhoemetalces IIIの死とローマ帝国への反乱の失敗の後、紀元46年に王国はローマ帝国の属州として併合された。
新たな属州は旧オドリュサイ王国の領土のみならず、エーゲ海のタソス島、サモトラキ島、ギョクチェアダ島およびマケドニア属州の北東部も含んでいた。属州の北部はモエシアに接しており、その境界線は当初ハイモス山の北側に沿っておりニコポリス・アド・イストルムやマルキアノポリスなどの都市もトラキアに含まれていたが、2世紀までに境界線はハイモス山の南側に動かされた。現代のガリポリ半島に当たるトラキアケルソネソス半島は属州総督の権限内には含まれず、ローマ皇帝の私領の一部として管理された。属州の初めの州都はヘラクレア・ペリントゥスであり総督もそこに居住した。トラキアは皇帝属州であり、初めは元首属吏による統治が行われていたが、107年もしくは109年以降は皇帝管轄属州総督が統治した。その他の面ではオドリュサイ王国時代の下部組織は保持されたままであり、徐々にローマの制度に置き換えられていった。ストラテゴス（将軍）を首領とした古い部族集団は主要な行政区画として保持されたが、いくつかの村は指導的位置にあった村に纏められるか、もしくは近隣の都市の下に置かれた。一世紀中ごろにはストラテゴスは50人にも上ったが、都市および都市に割り当てられた土地の漸進的な拡大と共に減少し、2世紀前半までには14人に減少した。136年には公的な行政区画としてのストラテゴスは全面的に廃止された。
トラキア属州はローマ帝国の国境から程遠い帝国の内部に位置していたため平和と繁栄を享受していたが、3世紀にはローマ帝国に動乱の時期が訪れ（3世紀の危機）、ドナウ川を超えてきたゴート族による襲撃に晒された。ローマ皇帝デキウス率いるローマ軍がこの侵略者に対抗したが、251年のアブリットゥスの戦いにおける敗北でデキウスは戦死した。268年から270年にかけてのゴート族の海上攻撃（ナイススの戦い）においてトラキア属州は特に重大な被害を受けたが、271年にローマ皇帝アウレリアヌスがゴート族を打ち破り、バルカン地方の当面の安定が確保された。

## 帝政後期
ディオクレティアヌスによる行政改革のもと、トラキア属州の領域は4つの小さな州（トラキア、ハエミモントゥス、ロドピ、エウロペ）に分割された。新たなトラキア属州の領域は旧領域の北西部からなり、ロドペとハイモス山の間を流れるヘブロス川上流の谷や、3世紀後半には州都となるフィリッポポリスなどを含んでいた。トラキア属州は執政官級の総督が統治した。トラキアを分割して設置された4つの属州および、モエシアを分割して設置された2つの属州（モエシア、スキュティア）は併せてトラキア管区に分類され、さらにはオリエンス道に含まれた。軍事的には全ての領域はマギステル・ミリトゥム・ペル・トラキアス（トラキア方面軍区司令官）の指揮下に置かれていた。

## 司教管区
トラキア属州における名義司教としての司教管区一覧（『教皇庁年鑑』(Annuario Pontificio)による）
- Agathonice（ポリカストロン（英語版）もしくは Belatitsa)
- Beroë（スタラ・ザゴラ）
- コンスタンティア（Hermanli、QaramanliもしくはCostenets）
- ディオクレティアノポリス（英語版）（ヒサリャ）
- ディオスポリス（ヤンボル）
- レウケー（英語版）
- Lititza（イヴァイロブグラド（英語版））
- ニコポリス・アド・ネスツム（英語版）
- フィリッポポリス
- Scutarium (ユスキュダル)
- セウテポリス（英語版）（カザンラク）